# La Souterraine
La Souterraine é uma comuna francesa na região administrativa da Nova Aquitânia, no departamento de Creuse. Estende-se por uma área de 37,07 km². Em 2010 a comuna tinha 5 329 habitantes (densidade: 143,8 hab./km²).